# Notosacantha
Notosacantha is een geslacht van kevers uit de familie bladkevers (Chrysomelidae).
De wetenschappelijke naam van het geslacht werd in 1837 gepubliceerd door Louis Alexandre Auguste Chevrolat in Dejean.

## Soorten
- Notosacantha badia (Boheman, 1850)
- Notosacantha bezdeki Swietojanska, 2002
- Notosacantha chandrapurensis Swietojanska, Ghate & Marathe, 2001
- Notosacantha darjeelingensis Borowiec & Takizawa, 1991
- Notosacantha diabolica Swietojanska, 2001
- Notosacantha dohrni Swietojanska, 2001
- Notosacantha echinata (Fabricius, 1801)
- Notosacantha halmaherana Swietojanska, 2006
- Notosacantha jammuensis Borowiec & Takizawa, 1991
- Notosacantha kantneri Swietojanska & Borowiec, 1999
- Notosacantha kinabaluensis Swietojanska, 2001
- Notosacantha komiyai Dabrowska & Borowiec, 1996
- Notosacantha maduraensis Swietojanska, 2006
- Notosacantha malaysiana Swietojanska, 2004
- Notosacantha matsuzawai Swietojanska, 2001
- Notosacantha minutissima Swietojanska, 2000
- Notosacantha multicostata Swietojanska, 2000
- Notosacantha multimaculata Swietojanska, 2000
- Notosacantha myanmarensis Swietojanska, 2004
- Notosacantha nathani Borowiec & Takizawa, 1991
- Notosacantha nepalensis Borowiec & Takizawa, 1991
- Notosacantha nilgiriensis Borowiec & Takizawa, 1991
- Notosacantha nishiyamai Komiya, 2002
- Notosacantha octomaculata Swietojanska, 2000
- Notosacantha quadrimaculata Swietojanska, 2000
- Notosacantha riedeli Swietojanska, 2002
- Notosacantha rubripennis Swietojanska, 2000
- Notosacantha sabahensis Borowiec & Swietojanska, 1999
- Notosacantha sandakanensis Swietojanska, 2001
- Notosacantha sarawaiensis Swietojanska, 2001
- Notosacantha shibatai Kimoto, 1981
- Notosacantha sulawesica Borowiec, 1999
- Notosacantha sumbawaensis Swietojanska & Borowiec, 1999
- Notosacantha vietnamica Medvedev, 1992
- Notosacantha viridipennis Swietojanska, 2003